# Popelnice (edice)
Popelnice byla samizdatová edice vycházející v Československu v letech 1978 až 1989. Jejím zakladatelem byl Jiří Gruntorád. Z jejího základu byla později vybudována Libri prohibiti.

## Historie

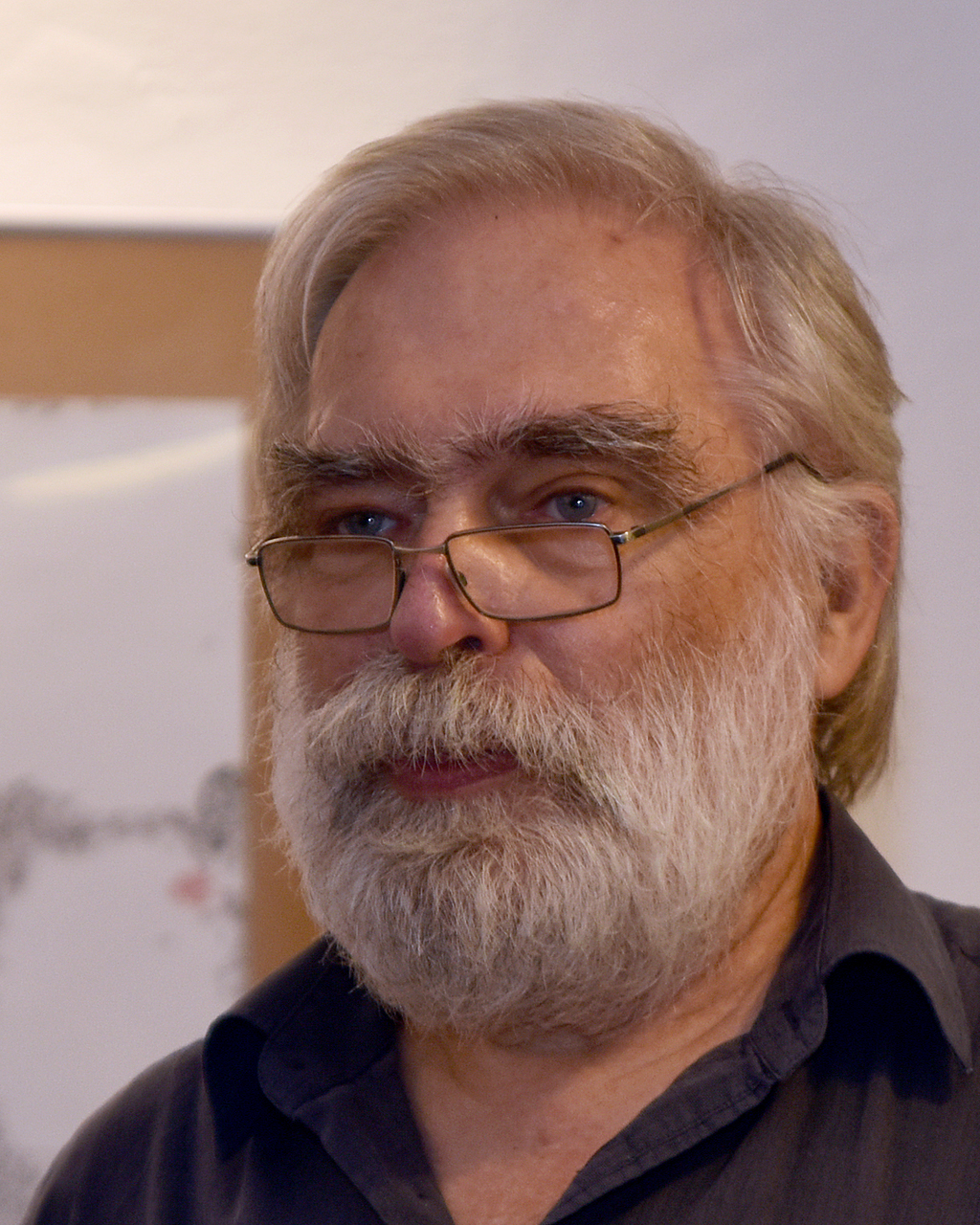
Jiří Gruntorád (2023)

Edici založil v roce 1978 Jiří Gruntorád po návštěvě u Václava a Kamily Bendových, kde si všiml ručně opisovaných knih Jaroslava Seiferta a Jiřího Šiktance. Rozhodl se tedy sám literaturu šířit. .Prvním takovým dílem se stala Seifertova básnická sbírka Morový sloup. Státní bezpečnost však všechna vydání zabavila a jeho umístila do vazby, přičemž byl uvězněn na tři měsíce. Po této domovní prohlídce Gruntorád podepsal Chartu 77. Gruntorádovým záměrem bylo rozšiřovat obtížně dostupné texty vydané v jiných samizdatových edicích (zejména z Petlice a z Expedice) či v exilových vydavatelstvích (např. Tankový prapor) a periodikách (například rozhovor Antonína Liehma převzatý z římských Listů a nazvaný S Jiřím Voskovcem o čemkoli).
V prosinci 1980 byl Gruntorád znovu zatčen a v roce 1981 odsouzen ke čtyřem letům odnětí svobody. Zatímco Gruntorád vykonával trest ve vězení Minkovice, edici převzal Oleg Hejnyš. Po návratu z vězení roku 1984 se vrátil k vydávání edice, v níž pokračoval do sametové revoluce. K dalším stálým spolupracovníkům patřila přepisovačka Táňa Dohnalová.
Po sametové revoluci chtěl Gruntorád vydané tituly předat Národní knihovně. Poté, co se dozvěděl, že knihy budou zamčeny do lidem nepřístupného archivu, založil knihovnu samizdatové literatury nazvanou Libri prohibiti.

## Vydané tituly (výběr)
- Ivan Magor Jirous: Magor dětem
- Václav Benda: Z dopisů z vězení I.
- Charlie Soukup: Sborník „Charta 77 o míru“

Dále byly vydávány knihy spisovatelům jako byl Egon Bondy, Václav Havel, Bohumil Hrabal, Jaroslav Hutka, Pavel Kohout, Bohuslav Reynek, Milan Šimečka, Josef Topol, Vlastimil Třešňák atd...